# Impressionismus (Literatur)
Der Begriff Impressionismus wird in der deutschen Literaturwissenschaft als literarhistorischer Ordnungsbegriff verwendet, allerdings ohne durchgehenden fachwissenschaftlichen Konsens, da er oft als zu „unpräzise“ empfunden wird. Die Verfechter des Begriffs gehen davon aus, dass die Bewegung des Impressionismus, die subjektive Wiedergabe von Momenteindrücken, neben der Malerei und der Musik von ca. 1890 bis 1910 auch die Literatur erfasste.

## Impressionismus-Begriff
Impressionismus stammt von dem lateinischen Wort impressio, welches „Eindruck“ bedeutet. Er ist eine Bezeichnung für eine zwischen 1890 und 1920 verbreitete Literatur, die sich auf die sprachliche Gestaltung augenblickhafter Empfindungen konzentrierte. In der Literatur kann der Impressionismus als Übergang vom Naturalismus, der die Wirklichkeit der Dinge beschreibt, zum Symbolismus angesehen werden, der sich um den Traum bemüht.
In der Malerei versucht diese Eindrucks- oder Stimmungskunst des Impressionismus eine Stimmung, wie sie der vergängliche Augenblick hervorruft, durch eine fein nuancierte Farbgestaltung festzuhalten. Dabei ist das Zusammenspiel von Licht und Schatten wichtiger als die reale Struktur der Dinge, welche sich in Farb- und Lichtreflexen regelrecht auflöst.
„Ähnlich läßt sich literarischer Impressionismus als Kunst der persönlichen Augenblicksempfindung bezeichnen: aus der Erfahrung, daß Dinge, wie sie ‚wirklich‘ sind, künstlerisch nicht reproduziert werden können, greift der Impressionist subjektive Eindrücke von Weltausschnitten auf und gestaltet sie - meist in lyrischen Gedichten […]“
Der Ausdruck „Impressionismus“ verdeutlicht, dass man nur Impressionen, Eindrücke, festhalten will. Die Schilderung der Wirklichkeit tritt gegenüber der Schilderung der Wahrnehmung dieser Wirklichkeit in den Hintergrund. Impressionistische Lyriker erstreben eine möglichst genaue Wiedergabe persönlicher Eindrücke. Zudem erfassen sie seelische Stimmungen (den „Seelenton“) und das Flüchtige des Augenblicks sowie die Wiedergabe von Sinneseindrücken. Das sozialkritische und politische Element des Naturalismus hingegen wird zugunsten eines Rückzugs auf die Subjektivität und den Individualismus aufgegeben. Wiederkehrende Themen des Impressionismus sind das Leben in Scheinwelten, eine Flucht vor der Realität und die subjektive Realität psychologischer Vorgänge.

## Stilmittel
Der Impressionismus stellt in der Literatur wie in der Malerei visuelle, chromatische und atmosphärische Eindrücke an die Spitze. Die verbale Beschreibung von Farb- und Lichteffekten (zum Beispiel das Glitzern und Funkeln von Gegenständen) erhält eine große Bedeutung. Das Spektrum möglicher Stimmungen wird feiner abgestuft und mit subtilen Mitteln verbalisiert.
Ein Beispiel für die neue Art, die Wirklichkeit zu sehen, stellt der 1908 beendete Roman Die Aufzeichnungen des Malte Laurids Brigge von Rainer Maria Rilke dar; die tagebuchähnlichen Aufzeichnungen des Romanhelden Malte Laurids Brigge erzählen keine zusammenhängenden Geschichten, stattdessen werden Umwelt und Erinnerungen als pointillistische Folgen stimmungsvoller Impressionen vermittelt. Auch die Hauptperson Marlow in Joseph Conrads Roman „Herz der Finsternis“ (1899) zeigt ambivalente und situativ wechselnde Gefühle, die er jedoch nie explizit artikuliert. Worte reichen nicht aus, um die Einzigartigkeit und Einmaligkeit der Emotionen des Individuums mitzuteilen. Diese werden vielmehr durch die „magische Suggestivität“ des Textes evoziert, die zwischen den Zeilen durchscheint. Eine weitere Technik, die Dominanz der subjektiven Wahrnehmung darzustellen, ist Henry James’ Fokussierung auf wechselnde Stimmen (voices), so etwa in seinem satirischen Roman The Bostonians (1886). Hier wird die Stimme der charismatischen Feministin gelesen, manipuliert und nachgesprochen, wodurch ein Resonanzraum entsteht, ohne dass sie selbst in den Vordergrund tritt. Virginia Woolf nutzt in Mrs Dalloway (1925) das Instrument des häufigen Wechsels der Fokalisierung durch verschiedene Figuren und den Erzähler. Virginia Woolf und Arthur Schnitzler (Leutnant Gustl) bedienen sich dieser von William James zuerst beschriebenen Technik des Bewusstseinsstroms. Auch Louis-Ferdinand Céline bezeichnet seine Arbeitsweise als impressionistisch.
Auch der im Naturalismus entstandene Sekundenstil kehrt im Impressionismus wieder; das Stilideal der Detailtreue wird übernommen. Die Impressionisten verwenden für ihre Momentaufnahmen in der Regel kurze literarische Formen, Skizzen, Novellen, Einakter, Lyrik.

## Philosophisch-erkenntnistheoretische Reflexion
Eine für den Impressionismus bedeutende Theorie des „Ichs“ wurde von dem zuerst in Prag und dann in Wien lehrenden Physiker und Erkenntnistheoretiker Ernst Mach in seiner 1885 erstmals veröffentlichten Schrift Die Analyse der Empfindungen und das Verhältnis des Physischen zum Psychischen formuliert. Mach beschreibt darin das Ich, dessen Beständigkeit von den Eigenschaften abhängt, aus denen es sich zusammensetzt.
In dem Essay Das unrettbare Ich bemerkt der Wiener Literat Hermann Bahr 1904, es handle sich in Machs Schrift schlichtweg um die „Philosophie des Impressionismus“. Laut Mach ist das, was man als Einheit der Persönlichkeit empfindet, nur eine scheinbare Einheit, eine durch die Kontinuität der langsamen Änderung hervorgerufene Täuschung. Weil das Ding, der Körper, die Materie nichts als der Zusammenhang der Elemente, der Farben, Töne usw., also eine wechselnde Verbindung von Merkmalen sei, ist das unveränderliche „Ich“ lediglich ein Komplex, eine Konstruktion aus unterschiedlichen, der Veränderung unterworfenen Elementen, wie z. B. Erinnerungen, Stimmungen, Gefühlen.

## Vertreter des Impressionismus in der Literatur
- Deutschsprachige Literaten
  - Max Dauthendey (1867–1918)
  - Richard Dehmel (1863–1920)
  - Stefan George (1868–1933)
  - Eduard von Keyserling (1855–1918)
  - Detlev von Liliencron (1844–1909)
  - Arthur Schnitzler (1862–1931)
  - Hugo von Hofmannsthal (1874–1929)
  - Stefan Zweig (1881–1942)
  - Rainer Maria Rilke (1875–1926)
- Englischsprachige Literaten
  - Joseph Conrad (1857–1924)
  - Henry James (1843–1916)
  - Virginia Woolf (1882–1941)
- Französische Literaten
  - Charles Baudelaire (1821–1867)
  - Stéphane Mallarmé (1842–1898)
  - Marcel Proust (1871–1922)
  - Arthur Rimbaud (1854–1891)
  - Paul Verlaine (1844–1896)
- Spanische Literaten
  - Azorín (1873–1967)
  - Pío Baroja (1872–1956)
  - Miguel de Unamuno (1864–1936)
  - Ramón María del Valle-Inclán (1866–1936)
- Tschechische Literaten
  - Antonín Sova (1864–1928)
- Dänische Literaten
  - Herman Bang (1857–1912)
  - Jens Peter Jacobsen (1847–1885)